# Palme (plongée)
Pour les articles homonymes, voir Palme.

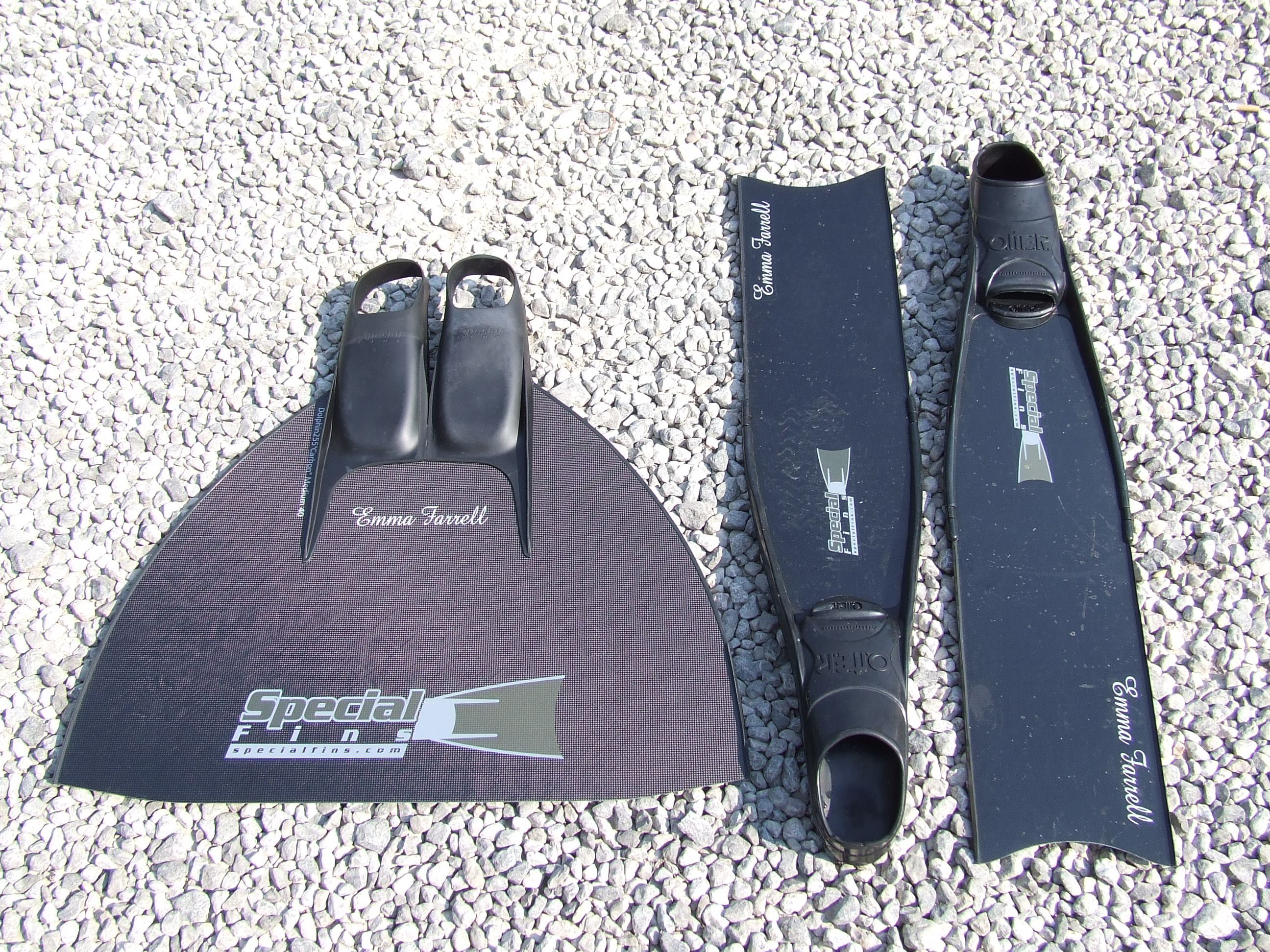
Monopalme et bi-palmes d'apnée en fibre de carbone.

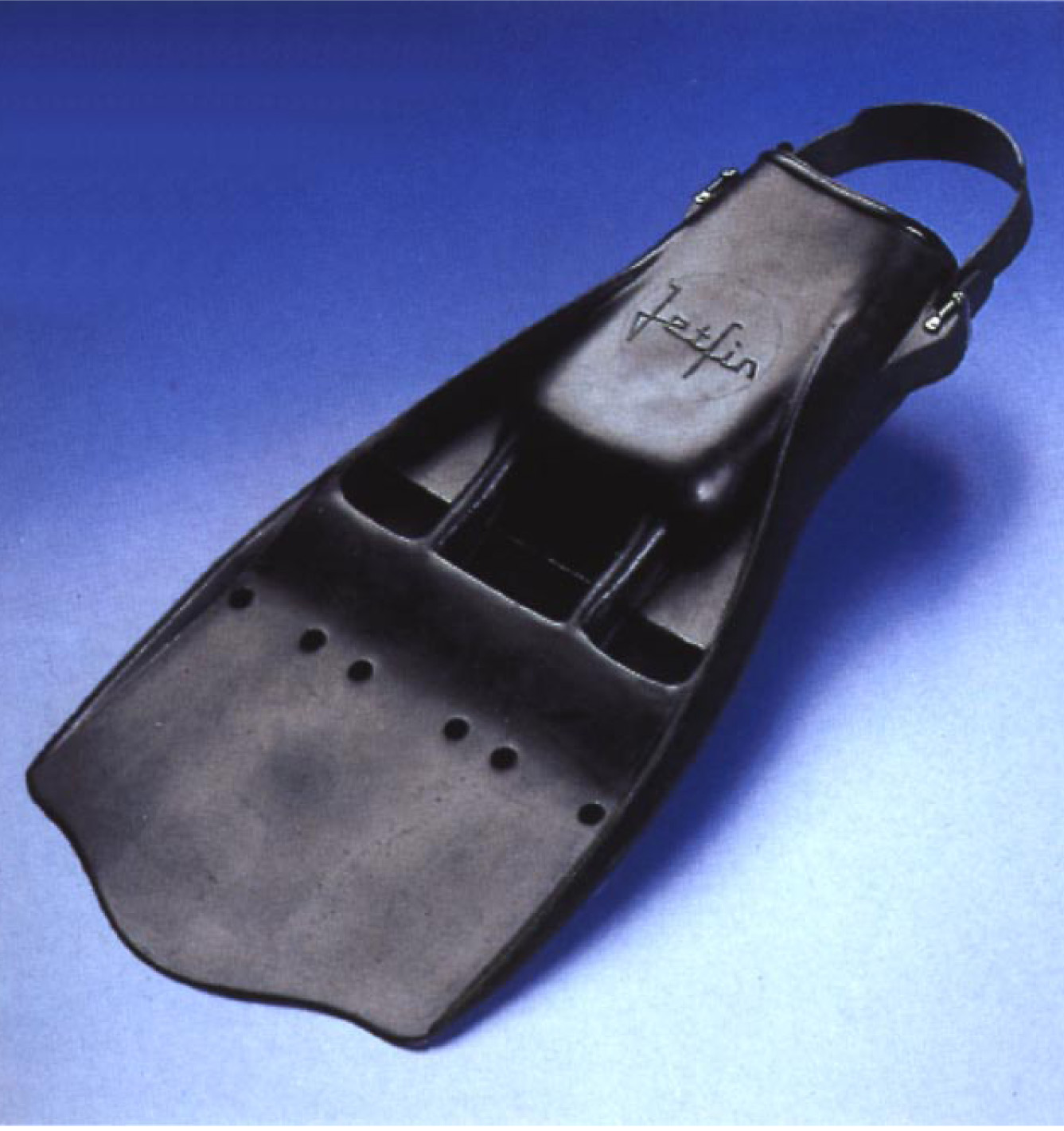
Jetfin de Beuchat International

Une palme de plongée est un équipement qui permet à un individu de se déplacer plus aisément et rapidement dans l'eau. Les palmes sont utilisées la plupart du temps par paire, une à chaque pied. Grâce à sa surface de contact plus importante que celle d'un pied nu, la palme repousse plus efficacement l'eau et permet à l'individu qui en maîtrise l'utilisation, pour un effort moindre, de gagner en vitesse, aisance et stabilité. Les palmes, ainsi que le tuba et le masque de plongée, font partie de l'équipement indispensable du plongée en scaphandre autonome qui plonge à l'air comprimé, mais aussi du plongeur en apnée et du chasseur sous-marin. Les palmes modernes ont été inventées par le capitaine de corvette Louis de Corlieu en 1914. La forme des palmes imite celle des membres de certains animaux qui en sont munis naturellement, comme la grenouille.

## Histoire
Les palmes telles qu'on les connaît actuellement ont été inventées par le Français Louis de Corlieu, capitaine de corvette de la Marine nationale française. Pour son premier prototype, il fit en 1914 une démonstration devant un parterre d'officier, dont Yves Le Prieur qui en 1926 allait inventer (et en 1934, perfectionner) une série de modèles de scaphandre autonome. Corlieu quitta la Marine en 1924 pour se consacrer à ses inventions, ce qui fit croire au capitaine de frégate Philippe Tailliez que c'est en 1924 que De Corlieu avait pour la première fois imaginé les « palettes de propulsion ». Ensuite, en 1933, De Corlieu déposa un brevet (qui en plus des palmes aux pieds en incluait aussi aux mains, en forme de cuillère) qu'il désigna sous le nom de « propulseurs de natation et de sauvetage ». En 1939, De Corlieu put commencer enfin la production en série de ses palmes, que jusque-là il avait fabriquées dans son appartement de Paris. En cette même année de 1939, l'Américain Owen P. Churchill acheta une licence à Corlieu pour les fabriquer aux États-Unis et commença a les commercialiser sous le nom de « swimfins », adoptées dès 1940 par l'US Navy.
Les palmes d'Owen Churchill furent utilisées par les nageurs de combat de l'US Navy lors du débarquement en Normandie et continuèrent d'être fabriquées aux États-Unis et ailleurs sans le plein contrôle de De Corlieu sur ses brevets, qu'il tenta de faire valoir pendant de nombreuses années, bien après la fin de la Seconde Guerre mondiale.

## Types de palmes
On parle de bi-palmes lorsque chaque pied est chaussé d'une palme. En fonction de l'utilisation choisie on pourra choisir des longueurs et/ou formes différentes, mais aussi avec une voilure composée de matériaux adaptés plus spécifiquement à cette utilisation. Il existe essentiellement trois catégories différentes de bi-palmes : palmes de plongée, palmes de chasse et palmes de natation. On parle de monopalme lorsque le système propulsif est constitué d'une seule voilure dans laquelle viennent s'insérer les deux pieds.

### Palmes de plongée bouteille
Les palmes utilisées en plongée en scaphandre autonome (avec détendeur et réserve d'air comprimé) sont sensiblement plus courtes que celles utilisées pour la chasse sous-marine ou la plongée libre, il en existe de deux types :

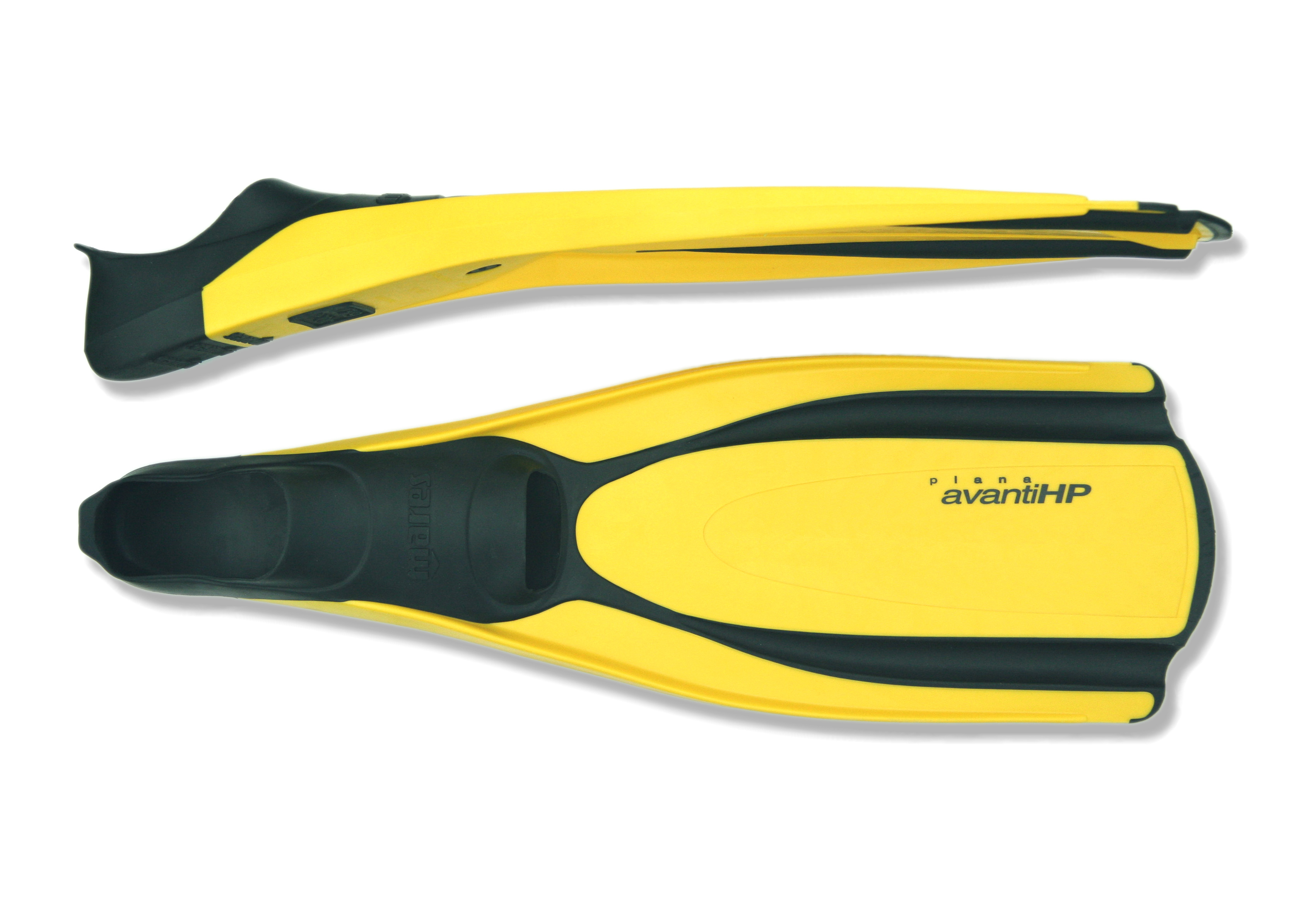
Palmes chaussantes

- Les palmes chaussantes sont fermées autour du talon et chaussent le pied comme le font, par exemple, une paire de charentaises, sauf qu'une ouverture du côté des orteils permet le passage de l'eau, ce qui offre une meilleure prise du pied à la palme. Au frottement avec le caoutchouc de la palme la peau peut s'éreinter facilement et peut même finir blessée, c'est pourquoi très souvent les plongeurs utilisent des chaussons spéciaux, des chaussons de plongée (appelés aussi « chaussettes »). Constitués de néoprène ces chaussons protègent les chevilles du frottement avec les palmes chaussantes et apportent aussi une isolation thermique aux pieds, en les protégeant du froid. L'avantage de ces palmes est qu'elles sont légères et confortables une fois sous l'eau, mais en surface, avec ses chaussons de néoprène, le plongeur n'a pas de protection réelle pour marcher, par exemple, sur les rochers d'un rivage rocailleux.

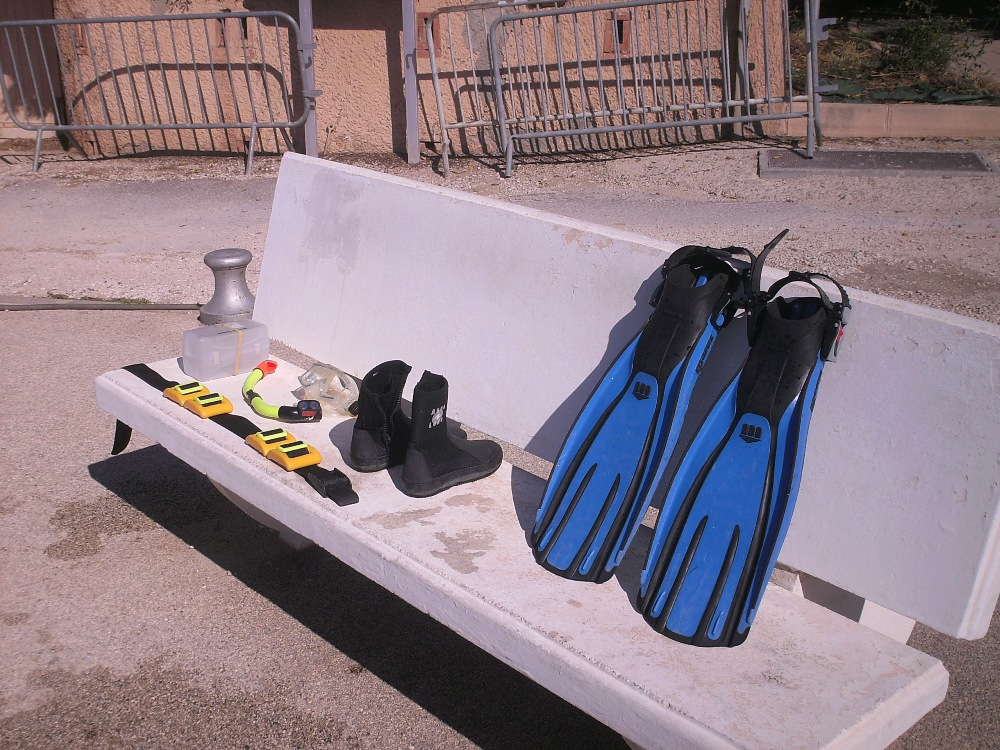
Palmes réglables, avec leurs bottillons.

- Les palmes réglables sont complètement ouvertes à l'arrière. Elles sont destinées à être portées avec des bottillons en semelles de caoutchouc. Après y avoir introduit son pied chaussé de bottillon le plongeur bloque son pied au niveau du talon à l'aide d'une sangle. Deux boucles situées chacune sur chaque côté de la cheville permettent de régler la distance de sangle nécessaire afin de serrer correctement cette dernière derrière le talon. Les bottillons remplacent ici les chaussons de néoprène, devenus inutiles puisque le bottillon protège déjà la peau de tout frottement avec la palme. L'avantage des palmes réglables est double : le plongeur peut les mettre plus rapidement une fois qu'il est encombré par le poids de son équipement. Aussi, s'il interrompt sa plongée pour faire surface sur une plage, ou sur le sol d'une grotte sous-marine, ou sur des rochers côtiers, il peut les retirer et déambuler confortablement, la plante de ses pieds étant protégée par les épaisses semelles de ses bottillons.
Inconvénients : selon les modèles, les boucles en plastique de serrage de la sangle (qui coûtent cher à remplacer) peuvent être fragiles et éventuellement casser au plus mauvais moment. En plus, pour ce qui est du palmage, les palmes réglables sont plus lourdes et moins confortables.

### Palmes d'apnée et de chasse sous-marine

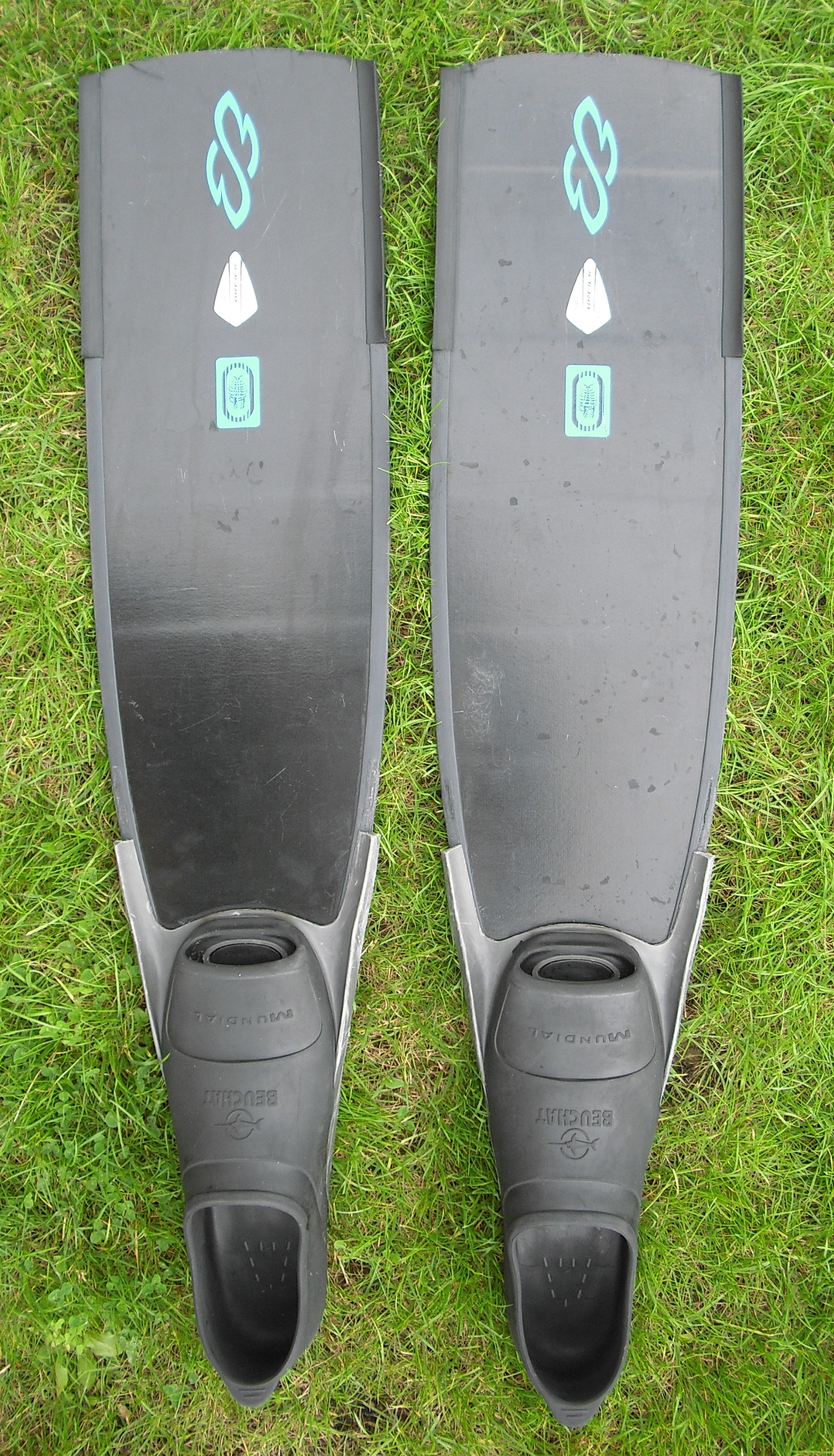
Palmes de chasse sous-marine et apnée en fibre de verre

Ces palmes, le plus souvent chaussantes, sont généralement plus rigides et plus longues que celles utilisées en plongée bouteille, ceci afin de fournir une propulsion plus efficace, et mieux adaptée au rythme plus souple et plus lent des apnéistes. Les modèles les plus modernes et sophistiqués sont désormais réalisés à l'aide de matériaux offrant un bien meilleur rendement que celui des modèles classiques à voilures en matière plastique, tels que la fibre de verre ou la fibre de carbone. En règle générale, plus le rendement des palmes est important, plus le plongeur sera potentiellement en mesure d'augmenter la durée de ses apnées, les distances parcourues ainsi que les profondeurs atteintes lors d'apnées dynamiques.

### Palmes de nage
Les palmes de nage sont des palmes spécialement prévues pour la nage. Elles sont beaucoup plus courtes que les palmes de plongée pour être plus maniables dans les lignes d'eau. Elles sont principalement utilisées pour faire du crawl, du dos, mais également pour nager avec une planche à battement. Elles sont aussi utilisées par les surfeurs ou les pratiquants de bodyboard.

### Monopalme
Une monopalme est une palme à voilure unique dans laquelle prennent prise les deux pieds joints. Cela force le nageur, ou l'apnéiste, à garder ses deux jambes jointes. Il se déplace alors d'un mouvement ondulatoire réalisé par l'ensemble de son corps, mouvement dit aussi nage en dauphin. Les deux jambes appliquant la somme de leurs forces et la grande surface de propulsion de la monopalme confèrent à son utilisateur une grande vitesse de déplacement. Il existe désormais des compétitions de ce mode de nage dans les pays du monde entier.